# 브뤼셀 트램

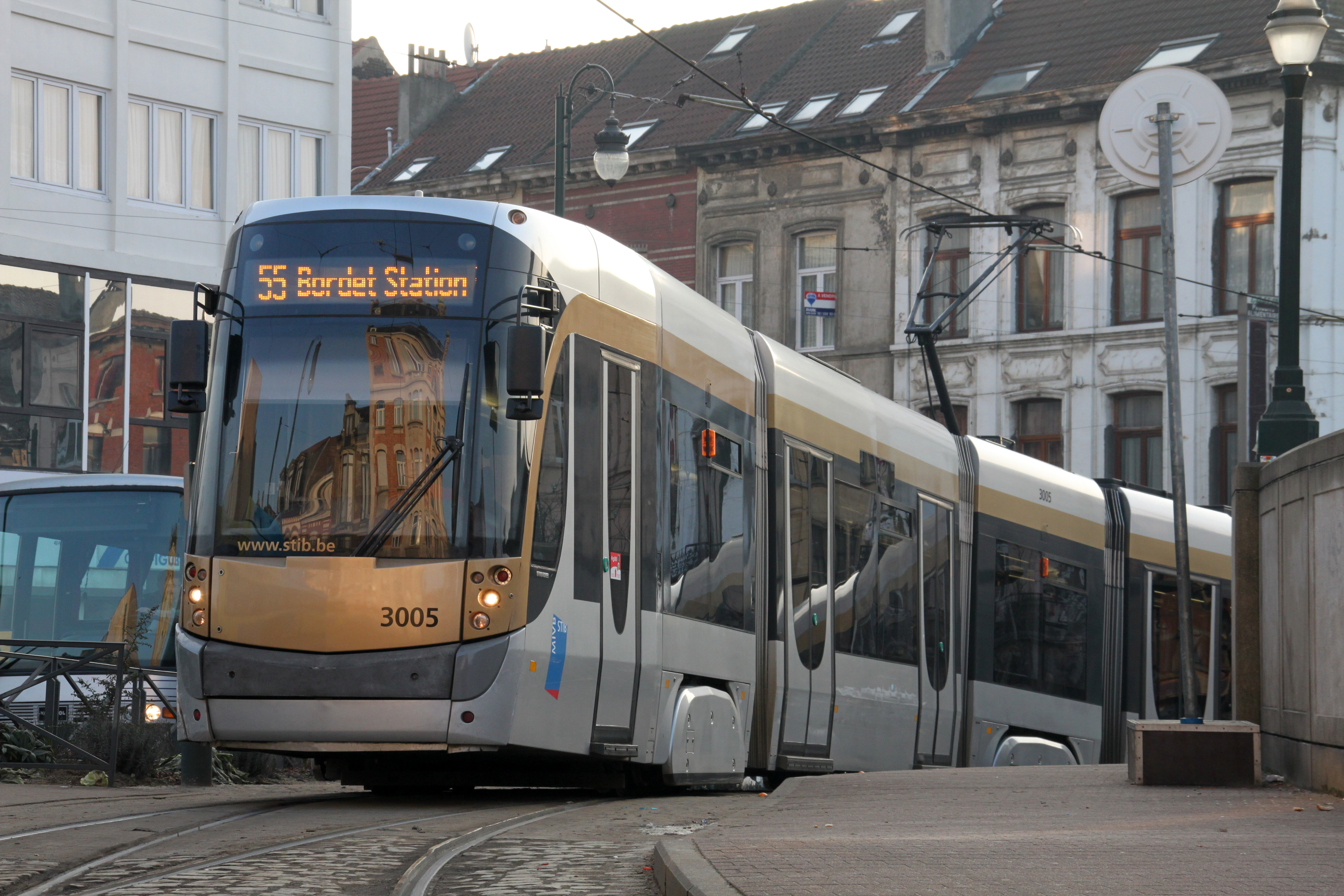
봄바디어 T3000

트램 노선도

브뤼셀 트램(프랑스어: Tramway de Bruxelles, 네덜란드어: Brusselse tram)은 벨기에 브뤼셀 시내를 달리는 트램이다.

## 같이 보기
- 브뤼셀 메트로